# كأس الاتحاد 1993
كأس الاتحاد 1993  هو الموسم 31 من  كأس فيد. أقيم خلال الفترة 19 يوليو 1993 وحتى 25 يوليو 1993، وفاز فيه منتخب إسبانيا لكأس فيد.